# Никольский Адриано-Андрусовский монастырь
Нико́льский Адриа́но-Андру́совский монасты́рь (другой вариант написания Ондру́совский), или же Андрусова Николаевская пустынь — мужской монастырь Петрозаводской епархии Русской православной церкви, расположенный на восточном берегу Ладожского озера, на территории Олонецкого района Республики Карелия, в 25 км от Олонца. Основан в начале XVI века преподобным Адрианом Ондрусовским, схимонахом Валаамского монастыря, учеником преподобного Александра Свирского.

## История

### Основание
Преподобный Адриан Ондрусовский (урождённый дворянин Андрей Завалишин) был владельцем богатого имения Андреевщины в 9 верстах от монастыря преподобного Александра Свирского (ум. 30 августа 1533 года). В 1493 году во время охоты на оленя он встретил Александра Свирского, после чего стал часто приходить к нему слушать наставления. Позднее он стал доставлять хлеб его сподвижникам. Оставив имение, он принял постриг в Валаамской обители под именем Адриан. Спустя несколько лет, по благословению преподобного Александра Свирского, преподобный Адриан поселился в уединённом месте на полуострове Ладожского озера. К нему собралась братия, и вскоре иноки воздвигли две церкви — в честь Введения во Храм Пресвятой Богородицы и святителя Николая Чудотворца. Василий III пожаловал милостыню инокам Адриановской пустыни из своей казны, пообещав выдавать её каждые два года. Также он освободил монастырь от пошлин на ловлю рыбы.
В 1546 году Преподобным Адрианом Андрусовским (Андреем Завалишиным) была основана Андрусова Никольская пустынь.
Согласно преданию, напротив Адриановой пустыни, на острове Сала («глухой лес»), укрывались разбойники, промышлявшие грабежом на Ладожском озере. Недовольный появлением в его «владениях» обители, атаман потребовал от иноков, чтобы они ушли. Не имея средств для выкупа, Адриан умолял разбойника отдать полуостров мирным труженикам, обещая ходатайствовать за него перед Богом и увещевая бросить неправое дело. Поначалу атаман засмеялся над преподобным, но тот так долго и смиренно умолял его, что он смягчился и сказал: «Живите».
Через некоторое время этот атаман столкнулся с другой разбойничьей шайкой, обитавшей на соседнем Сторожевском мысу, был побеждён и скованным брошен в лодку. Однако неожиданно он увидел перед собой преподобного Адриана, который сказал: «По милосердию Господа, для Которого просили у тебя пощады пустынному братству, ты свободен», — и исчез. Атаман увидел себя без оков на берегу и никого вокруг. Поражённый, он поспешил в обитель преподобного Адриана и нашёл всех подвижников на псалмопении — как оказалось, преподобный не выходил из обители. Разбойник пал к ногам настоятеля и просил принять его в братию. Оставшись в обители, он окончил жизнь в покаянии. Также раскаялся и атаман другой шайки. По молитвам преподобного Адриана он принял постриг под именем Киприана Стороженского.
Об обители услышал и царь Иван Васильевич, который делал в монастырь вклады. В августе 1549 года Адриан даже был приглашён для восприятия от купели св. крещения дочери Ивана Грозного Анны. Однако по возвращении из Москвы в свою обитель он был убит крестьянами деревни Обжа, которые надеялись найти у него деньги.
В 1551 году были обретены нетленные мощи Адриана Ондрусовского. Празднование совершается 17 мая (30 мая).

### XVI—XVIII века
Значительный урон монастырю нанесла Русско-шведская война 1570—1582 годов. В 1572—1573 годах шведский полководец Херман Флеминг прошёлся огнём и мечом по Приладожской Карелии. К 1580-м годам от Ондрусовской пустыни осталась только каменная Никольская церковь, все деревянные строения сожжены, а игумен убит.
С воцарением Романовых обитель была восстановлена. На рубеже XVII—XVIII веков монастырь некоторое время был женским.
В 1764 году по повелению Екатерины II Ондрусовский монастырь был упразднён.

### XIX—XX века
Возрождение монастыря связано с игуменом Валаамского монастыря Иннокентием, который, согласно легенде, в конце 1780-х годов был дважды чудесным образом спасён в Ладожском озере предстательством Адриана и дал обет постараться восстановить основанную им обитель. Однако только 30 лет спустя, в 1817 году, старец Иннокентий смог приступить к исполнению обещания. На вклады Семёна Чусова и Андрея Сергеева пустынь была восстановлена и приписана к Валаамскому монастырю.
Император Александр I, осматривая в 1819 году Олонецкую губернию, пожелал поклониться преподобному Адриану, и, взяв проводником крестьянина, без свиты отправился к гробу святого. Здесь он долго слезами молился, а позднее прислал сосуды и книги для храма.
В 1828 году, когда была основана Олонецкая епархия, мощи святого были перенесены в новую каменную церковь Введения Богородицы во Храм. На месте гибели Адриана, ранее отмеченном лишь деревянным крестом, в 1882—1885 годах была построена часовня с колокольней. К началу XX века в монастыре было два храма: в честь Введения Богородицы во Храм и в честь Святого Николая. Братия составляла всего несколько человек под управлением игумена. В монастыре хранились старинные иконы святой Параскевы, образы чудотворцев Сергия и Германа Валаамских (основателей Валаамского монастыря) и икона Святого Николая, почитавшаяся как чудотворная.
После большевистского переворота 1917 года Ондрусовский монастырь, как и большинство православных монастырей, прекратил своё существование. Его монахи укрылись в Валаамском монастыре, который находился на территории отделившейся от Российской империи Финляндии, что уберегло монастырь от большевизма.

### Возрождение

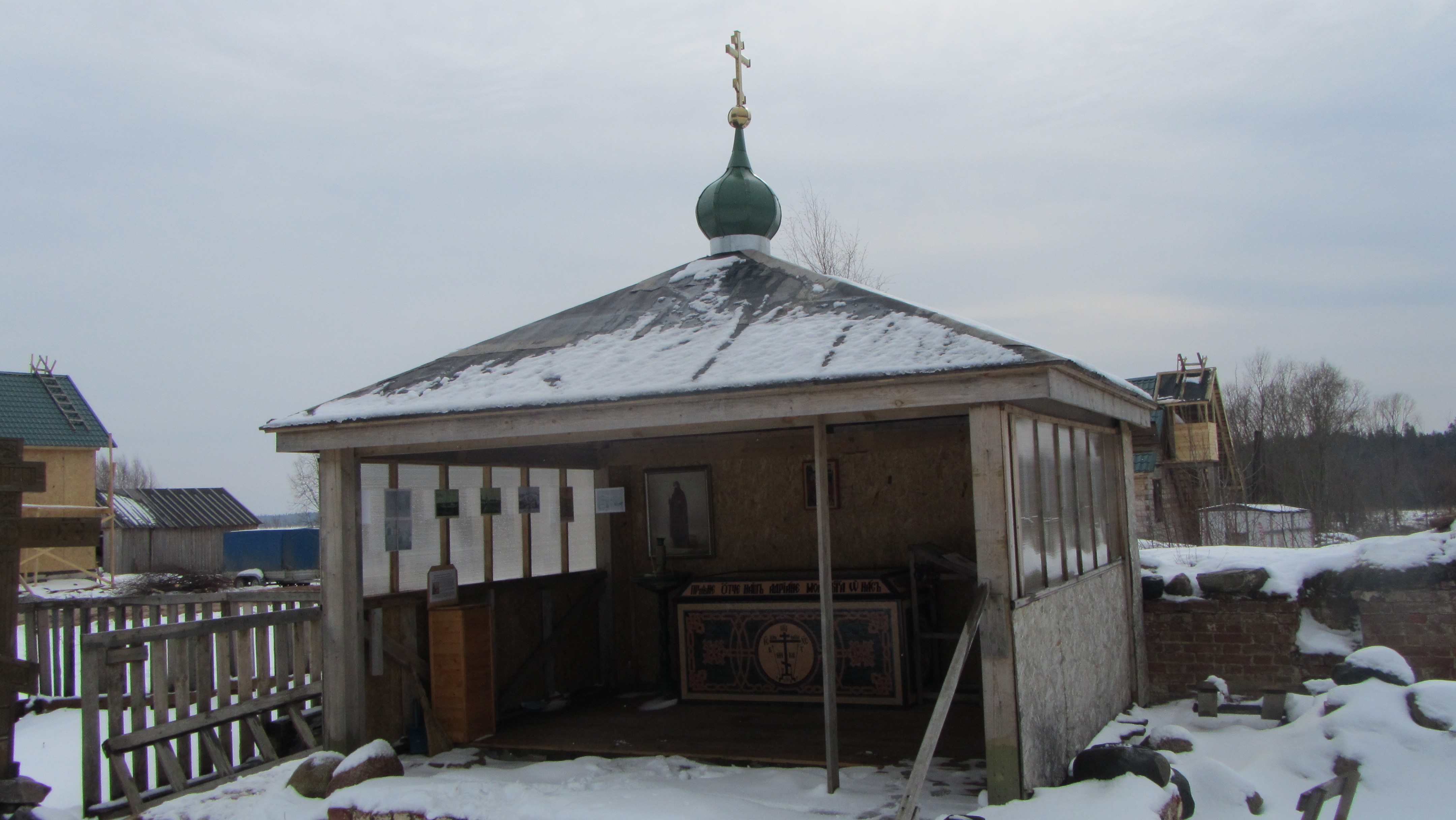
Часовня с ракой над мощами преп. Адриана Андрусовского

В конце 1990-х — начале 2000-х земли монастыря были переданы в ведение православного прихода посёлка Ильинский.
В июле 2011 года администрация Олонецкого национального муниципального района Республики Карелия передала Митрофаниевской пустыни в срочное безвозмездное пользование участок, часть которого является исторической территорией Николаевской Андрусовой пустыни. К тому времени там сохранились руины Введенского (летнего) и Никольского (зимнего) храмов, фундаменты монастырской ограды с башнями и шести жилых зданий.
В настоящее время монастырь активно возрождается. По состоянию на сентябрь 2013 года на прежних фундаментах построены два дома, в одном из которых соорудили домовый храм Введения во храм Пресвятой Богородицы (позже переименованный в храм Благовещения Пресвятой Богородицы), трапезной и кельями для насельников. Начато строительство братского корпуса.
Ведутся раскопки руин Введенского и Никольского храмов. Над местом, где под спудом почивают мощи преподобного Адриана Андрусовского, ученика прп. Александра Свирского, сооружена временная часовня с ракой.
Для хозяйственных и бытовых нужд построены подсобные помещения и баня. Произведено осушение и выравнивание ведущей к монастырю лесной дороги.
5-6 декабря 2013 года восстанавливаемый монастырь посетила специальная комиссия с целью рассмотрения возможности перенесения мужского монастыря Митрофаниевская пустынь в посёлок Ильинский и переименования обители в Никольский Адриано-Андрусовский монастырь. 19 марта 2014 года на заседании Священного Синода Русской Православной Церкви было принято решение об официальном открытии монастыря и о назначении иеромонаха Тита (Буканова) его игуменом.

## Настоятели
- Андриан, преподобномученик (около 1520—1549)
- Арсений (между 1582—1589)
- Павел, строитель (упоминается 1608)
- Иосиф (1647)[9]
- Кирилл (Чудинов) (1722)
- Иннокентий, игумен Валаамского монастыря, управляющий (по 1817)
- Тихон, строитель (1818)[10]
- Кирилл, строитель (1819—1822)
- Иосиф, иеромонах (1826—1835)
- Феодор, иеромонах (1835—1852)
- Мефодий, строитель, после игумен (1852—1856, 1860—1869)
- Власий, иеромонах, управляющий (1857)
- Гавриил, строитель (1858—1859)
- Моисей (1875—1878)
- Зосима (1878 г.)
- Антоний (1878 г.)
- Савватий, архимандрит (1878 г.)
- Геннадий (начало 1880-е гг.)
- Азарий, иеромонах (1884—1890)
- Аркадий, иеромонах (сер. 1880-х гг.), игумен с 17 марта 1887 г[11][12].
- Сильвестр, иеромонах (1890—1897 гг.)
- Иосиф, иеромонах (с 1897 г.)
- Сергий, иеромонах (1899—1904)
- Филарет, иеромонах (1905)
- Иоил, иеромонах, управляющий (1906)
- Иона, иеромонах, управляющий (1907—1912)
- Ксенофонт, иеромонах, управляющий (1913—1914)
- Парфений, иеромонах, управляющий (1915—1916)[13]
- Тит (Буканов), игумен (с 2014 г.)[14]